# Campionamento ragionato
In statistica il campionamento ragionato corrisponde a quella procedura di selezione del campione tale per cui la scelta del profilo del campione è demandata completamente a chi predispone il piano di rilevazione dell'indagine, sulla base di una teoria sostantiva che dà conto del fenomeno in studio.
Il principio che guida questa procedura è quello della saturazione teorica per il quale si decide di sospendere il processo di incremento della base empirica quando il contributo che potrebbe essere ottenuto dall'aggiunta di un altro caso potrebbe essere nullo.
Di solito viene effettuata mediante la scelta di dei cosiddetti "testimoni privilegiati", o opinion leaders, e la dimensione del campione viene fissata di norma in base a criteri di pura convenienza.
Per le caratteristiche suddette il sondaggio è molto rapido, poco costoso e la selezione del campione molto snella.